# ГЕРБ
 Тази статия е за политическата партия.  За хералдическия знак вижте Герб.  За болестта на храносмилателната система вижте Гастроезофагеална рефлуксна болест.
ГЕРБ е дясноцентристка, популистка, консервативна и проевропейска политическа партия в България.
Основана е на 3 декември 2006 г. по инициатива на тогавашния кмет на София Бойко Борисов на основата на създаденото по-рано през същата година гражданско сдружение с име „Граждани за европейско развитие на България“ и абревиатура ГЕРБ. Централата на партията се намира в Националния дворец на културата, на площад „България“ № 1 в София. Съкращението ГЕРБ не е абревиатура от Граждани за европейско развитие на България по аналогия с едноименното сдружение, а е дума, официално название на партията, съгласно нейния устав.

## История

### Учредяване
В края на март 2006 г. в Софийския градски съд е регистрирано гражданско сдружение под името „Граждани за европейско развитие на България“ с председател Душана Здравкова, а заместник-председатели са Цветан Цветанов и Красимир Велчев. Цветан Цветанов е близък до Борисов още от Министерството на вътрешните работи (МВР). Той е и заместник-кмет на Борисов, когато Борисов е кмет на София, но по-късно подава оставка, за да стане председател на партия ГЕРБ. Самият Борисов не е в ръководството на организацията, но е считан за неформален лидер и ГЕРБ е възприемана като негова организация.
Официално целта на сдружението е „развиване на гражданското общество във връзка с европейското развитие и благоденствие на България“, а предметът на дейност е „създаването на информационен фонд в помощ на гражданите и членовете на сдружението“. Въпреки това Бойко Борисов многократно изказва намерения организацията да участва в избори или като се трансформира в партия, или чрез друга партия или партии. Според Борисов политическата ориентация на сдружението е дясна и затова естествен партньор той вижда в ПП СДС. На 3 декември 2006 г. гражданската организация ГЕРБ прераства в партия ГЕРБ.
За председател на новоучредената партия е избран Цветан Цветанов, който предварително подава оставка като заместник-кмет на София, тъй като по закон не може да съвместява двете длъжности. По устав, председателят на партията ще се избира от Националния съвет на партията за срок от 3 години с обикновено мнозинство. Членове на ръководните органи не могат да бъдат щатни или нещатни сътрудници на бившата Държавна сигурност и бившето Разузнавателно управление на Българската народна армия.
Още от създаването на гражданската организация ГЕРБ, социологическите проучвания сочат една евентуална партия на Бойко Борисов като втора политическа сила след ПП БСП. Според проучване от декември 2006 г. партия ПП ГЕРБ е втора политическа сила (с 13 – 15%) по симпатии сред населението след ПП БСП (24 – 26%) и преди ПП ДПС и „Атака“ (и двете с по 7 – 9%) и ПП СДС (5%).
На изборите за XLI народно събрание, проведени на 5 юли 2009 г., партията спечелва изборите с приблизително 39,7% (данни на ЦИК от 99,88% от протоколите).

### Избори през 2007 г.
На изборите за български представители в Европейския парламент (ЕП) през 2007 г. ПП ГЕРБ се регистрира самостоятелно (не е в коалиция), но е с подкрепата на гражданско сдружение „Европейски демократичен път“ (ЕДП) и БЗНС-НС. Председател на Предизборния щаб на ГЕРБ е неформалният водач на партията Бойко Борисов. На първо място в листите лично Борисов поставя Душана Здравкова, председателят на гражданското сдружение ГЕРБ. На трето място е Николай Младенов от ЕДП. Според Борисов, вкарването в ЕП на четирима – петима депутати е в рамките на възможностите на ПП ГЕРБ.
Представители на България в Европейския парламент (мандат 2007 – 2009 г.) от листата на ГЕРБ са:
- Румяна Желева (до 2009 г., член на Бюрото на ЕНП)[14]
- Душана Здравкова
- Владимир Уручев
- Николай Младенов
- Петя Ставрева

След като ГЕРБ печели парламентарните избори през 2009 г., Румяна Желева става външен министър на България, а нейното място като депутат в Европейския парламент се заема от Андрей Ковачев.

### Местни избори през 2007 г.
На местните избори, същата година, ГЕРБ успява да спечели в някои големи градове, сред които Бургас с техния кандидат за кмет – Димитър Николов.

### Избори през 2009 г.
На 7 юни 2009 г. ГЕРБ печели в изборите за членове на Европейския парламент с 24,36% от гласовете, срещу 18,5% – за „Коалиция за България“, оглавявана от БСП, и 15% – за ДПС. Според ЦИК избирателната активност за страната е 37,49%.
Представители на България в европейския парламент (мандат 2009 – 2011 г.) от листата на ГЕРБ са:
- Владимир Уручев (в. м.)
- Илиана Иванова
- Емил Стоянов
- Мария Неделчева
- Андрей Ковачев

На 5 юли 2009 г. ГЕРБ печели парламентарните избори с 39,72% от гласовете, повече от два пъти от резултатите на „Коалиция за България“ (17,70%). Според ЦИК избирателната активност за страната е 60,20%. За ГЕРБ дават подкрепата си близо 1,7 млн. български граждани, което осигурява 117 (от 240) мандата в Народното събрание.

### Правителство на ГЕРБ
На 6 юли 2009 г., след спечелването на парламентарните избори, Бойко Борисов започва обявяването на имената на министрите от бъдещия кабинет и също заявява, че ще закрие някои от министерствата от предишното правителство. На 15 юли 2009 г. e връчен мандат на Бойко Борисов за формиране на правителство. На 27 юли 2009 г. правителството с министър-председател Бойко Борисов встъпва в длъжност.
На 19 януари 2011 г., след серия от корупционни скандали свързани с подслушване, включително и на премиера, министър-председателят Бойко Борисов инициира гласуване на вот на доверие на правителството. Същия ден прокуратурата обявява, че не може да се докаже автентичността на направените записи, тъй като оригиналите са унищожени. На следващия ден Народното събрание гласува вота на доверие, като депутатите дават подкрепата си на правителството „за цялостната му политика“. „За“ вота гласуват 140 депутати, „Против“ – 60 депутати от БСП и ДПС, а „Въздържал се“ – 14 депутати от „Синята коалиция“.
Това е вторият вот на доверие в историята на Република България, искан от управляващ министър-председател, и първият успешен. Заради подкрепата на националистическата партия Атака, ГЕРБ е критикувана многократно, например от Партията на европейските социалисти по повод търсената подкрепа по време на вота на доверие през януари 2011 г.
През март 2013 г. правителството на Борисов подава оставка, която е приета от Народното събрание с 209 гласа „за“, 5 „против“ и 1 „въздържал се“. Причината са масовите протести в цялата страна против монополите на енергоразпределителните дружества.
След първото правителството на Бойко Борисов – 3 години и 229 дни, идва това на Марин Райков, което е с продължителност – само 77 дни. След правителството на Райков, идва това на Пламен Орешарски. Още в самото начало на правителството на Орешарски, от ГЕРБ са силно недоволни. Правителството на Орешарски се свързва с множество скандали, като неочакваното назначение на политика от Движението за права и свободи Делян Пеевски за председател на Държавна агенция „Национална сигурност“ през юни поставя началото на масови и продължителни национални протести. По-късно и ГЕРБ се включва в някои протести, като през ноември провежда протестен митинг. На 16 ноември 2013 г. в град Пловдив, ГЕРБ провежда протестен митинг, срещу правителството на Орешарски. Тогава от партията на Бойко Борисов издигат голяма синя сцена в центъра на Пловдив, точно до хотел Тримонциум. На събитието присъстват местни депутати на ГЕРБ от Пловдив, както и Бойко Борисов, Цветан Цветанов, Владислав Горанов, Цецка Цачева също и Цвета Караянчева. Тогава вече бившия премиер, в речта си, казва че, ако ГЕРБ бяха на власт – събитието нямало да се провежда на площада, а в новата спортна зала. ГЕРБ запълва целия площад, включително и цялата търговска алея. От ГЕРБ, провеждат събитието си в град Пловдив, а не в столицата, защото на 16 ноември 2013 г., в столицата се провежда и контра – протест, който е в защита на кабинета на Пламен Орешарски.

### Избори през 2011 г.
За президентските избори през 2011 г. ГЕРБ обявява, че ще се яви самостоятелно, кандидатът за президент Росен Плевнелиев е обявен на 4 септември 2011 г., за вицепрезидент е предложена Маргарита Попова. Мотото на ГЕРБ за президентските избори е „Градим България“, а за местния вот то се повтаря с името на съответния град: „Градим София“, ,,Градим Пловдив’’, „Градим Варна“, „Градим Бургас“ и т.н.
На първия тур от президентските избори Плевнелиев и Попова водят (с 40,11%) пред кандидат-президентската двойка на БСП Ивайло Калфин–Стефан Данаилов (28,96%). На проведения балотаж Плевнелиев и Попова печелят с 52,58% (1 698 136 гласа) срещу кандидатите на ПП БСП.
По предварителни резултати на местните избори ГЕРБ получава 1583 общински съветници (ръст в сравнение с изборите през 2007 г., когато получават 856 съветници), а издигнатите от тях кандидати за кметове печелят в Столична община (на първи тур) и в общините Бургас (на първи тур), Варна, Русе, Стара Загора и други.

### Избори през 2013 г.
Началото на предизборната кампания на ГЕРБ се поставя на 7 април 2013 г. в зала Арена Армеец София, където се провежда Национална конференция на партията. Мотото на кампанията е „Имаме воля“. Пред повече от 14 000 членове и симпатизанти на партията са представени водачите на листите в предстоящите избори на 12 май. Националната конференция завършва с 30-минутна реч на Бойко Борисов, в която той представя приоритетите на ПП ГЕРБ в следващия мандат. Един от основните моменти в пресконференцията е „Няма друга партия освен ГЕРБ, която да може да спре бившите комунисти към властта“.
На 12 май 2013 г. се провеждат предсрочни парламентарни избори. След изпълнена със скандали кампания, ГЕРБ спечелва 30,535%, което ѝ отрежда първото място, без да има мнозинство. За ГЕРБ гласуват 1 081 605 души. Въпреки този успех, поради политическото противопостававяне, останалите партии, представени в парламента – БСП, ДПС и Атака, декларират, че няма да се коалират с ГЕРБ.

### Избори през 2014 г.
В програмата на ГЕРБ за изборите през 2014 г. е записано да бъдат обединени НАП и Агенция „Митници“, което до края на мандата на XLIII народно събрание (януари 2017) не се случва.

### Коалиционна политика
ГЕРБ – СДС е политическа коалиция между ГЕРБ и Съюза на демократичните сили (СДС), ръководена от председателя на ГЕРБ – Бойко Борисов и лидера на СДС – Румен Христов и е създадена през 2019 г. с цел общо участие на двете партии на изборите за Европейския парламент в България през 2019 г., а след това на местните избори в България през 2019 г.
В следващите години се явяват заедно на парламентарните избори през април, юли и ноември през 2021 г., а след това през 2022 , 2023 и юни и октомври 2024 г.

## Изборни резултати

### Парламентарни избори
| Година        | Институция | Гласове брой | Разлика | Гласове % | Разлика % | Представители | Разлика | Място в управлението                  |
| ------------- | ---------- | ------------ | ------- | --------- | --------- | ------------- | ------- | ------------------------------------- |
| 2009          | XLI НС     | 1 678 641    | —       | 39,72%    | —         | 117 / 240     | —       | Управляваща партия                    |
| 2013          | XLII НС    | 1 081 605    | 597 036 | 30,54%    | 9,18%     | 97 / 240      | 20      | Опозиция                              |
| 2014          | XLIII НС   | 1 072 491    | 9114    | 32,67%    | 2,13%     | 84 / 240      | 13      | Водеща партия в правителството        |
| 2017          | XLIV НС    | 1 147 283    | 74 792  | 33,54%    | 0,87%     | 95 / 240      | 11      | Водеща партия в правителството        |
| април 2021    | XLV НС     | 837 737      | 309 546 | 26,18%    | 7,36%     | 75 / 240      | 20      | Служебно правителство                 |
| юли 2021      | XLVI НС    | 642 165      | 195 572 | 23,21%    | 2,97%     | 63 / 240      | 12      | Служебно правителство                 |
| ноември 2021  | XLVII НС   | 596 456      | 45 709  | 22,74%    | 0,47%     | 59 / 240      | 4       | Опозиция                              |
| 2022          | XLVIII НС  | 634 627      | 38 171  | 25,33%    | 2,59%     | 67 / 240      | 8       | Служебно правителство                 |
| 2023          | XLIX НС    | 669 924      | 73 468  | 26,49%    | 3,75%     | 69 / 240      | 2       | Второстепенна партия в правителството |
| юни 2024      | L НС       | 530 602      | 139 322 | 24,71%    | 1,79%     | 68 / 240      | 1       | Служебно правителство                 |
| октомври 2024 | LI НС      | 642 931      | 112 329 | 26,38%    | 1,67%     | 69 / 240      | 1       | Водеща партия в правителството        |

На парламентарните избори през април 2021, юли 2021, ноември 2021, 2022, 2023, юни 2024 и октомври 2024 г. ГЕРБ участва в коалиция със СДС и ДГ.

### Президентски избори
| Година | Институция   | Гласове брой | Разлика | Гласове % | Разлика % | Представители                       | Място в управлението      |
| ------ | ------------ | ------------ | ------- | --------- | --------- | ----------------------------------- | ------------------------- |
| 2011   | Президентска | 1 698 136    | —       | 52,58%    | —         | Росен Плевнелиев и Маргарита Попова | Президент и вицепрезидент |
| 2016   | Президентска | 1 256 480    | 441 656 | 36,16%    | 16,42%    | Цецка Цачева и Пламен Манушев       | Загуба на балотажа        |

На президентските избори през 2021 г. ГЕРБ не издига свой кандидат, а подкрепя инициативния комитет, издигнал Анастас Герджиков и Невяна Митева.

### Европейски избори
| Година | Институция | Гласове брой | Разлика | Гласове % | Разлика % | Представители | Място в управлението     |
| ------ | ---------- | ------------ | ------- | --------- | --------- | ------------- | ------------------------ |
| 2007   | ЕП         | 420 001      | —       | 21,68%    | —         | 5 / 18        | Управляваща партия с ЕНП |
| 2009   | ЕП         | 627 693      | 207 692 | 24,36%    | 2,68%     | 5 / 17        | Управляваща партия с ЕНП |
| 2014   | ЕП         | 680 838      | 53 145  | 30,40%    | 6,04%     | 6 / 17        | Управляваща партия с ЕНП |
| 2019   | ЕП         | 607 194      | 73 644  | 31,07%    | 0,668     | 6 / 17        | Управляваща партия с ЕНП |
| 2024   | ЕП         | 474 059      | 133 135 | 23,55%    | 7,52%     | 5 / 17        | Управляваща партия с ЕНП |

На изборите за Европейски парламент през 2019 г. ГЕРБ участва заедно със СДС, като коалицията получава 6 депутатски места, от които 5 са представители на партията на Борисов. На изборите за Европейски парламент през 2024 г. ГЕРБ получават 5 депутатски места.

### Местни избори 2015 година
ГЕРБ взима 23 кметски постове в областните центрове.
ГЕРБ взима 123 общински постове.

## Лидери
| № | Картинка | Име             | Встъпил в длъжност | Напуснал длъжността |
| - | -------- | --------------- | ------------------ | ------------------- |
| 1 |          | Цветан Цветанов | 3 декември 2006    | 10 януари 2010      |
| 2 |          | Бойко Борисов   | 10 януари 2010     | понастоящем         |

## Участия в правителства
Първо правителство на Бойко Борисов (27 юли 2009 – 13 март 2013) – самостоятелно
- министерство на външните работи – Румяна Желева, Николай Младенов
- министерство на вътрешните работи – Цветан Цветанов
- министерство на образованието, младежта и науката – Йорданка Фандъкова, Сергей Игнатов
- министерство на правосъдието – Маргарита Попова, Диана Ковачева
- министерство на отбраната – Николай Младенов, Аню Ангелов
- министерство на икономиката, енергетиката и туризма – Делян Добрев
- министерство на труда и социалната политика – Тотю Младенов
- министерство на земеделието и храните – Мирослав Найденов
- министерство на регионалното развитие и благоустройството – Росен Плевнелиев, Лиляна Павлова
- министерство на транспорта, информационните технологии и съобщенията – Александър Цветков, Ивайло Московски
- министерство на околната среда и водите – Нона Караджова
- министерство на здравеопазването – Божидар Нанев, Десислава Атанасова
- министерство на културата – Вежди Рашидов
- министерство на младежта и спорта – Свилен Нейков
- министър без портфейл, отговарящ за българите в чужбина – Божидар Димитров
- министър без портфейл, отговарящ за европейските фондове – Томислав Дончев

Правителство на Марин Райков (13 март 2013 – 29 май 2013) – служебно
- министерство на външните работи – Екатерина Захариева
- министерство на здравеопазването – Николай Петров

Правителство на Георги Близнашки (6 август 2014 – 7 ноември 2014) – служебно
- заместник министър председател –министерство на регионалното развитие и благоустройството – Екатерина Захариева
- министерство на финансите – Румен Порожанов
- министерство на транспорта, информационните технологии и съобщенията – Николина Ангелкова
- министър за организация на изборния процес – Красимира Медарова

Второ правителство на Бойко Борисов (7 ноември 2014 – 27 януари 2017) – коалиция с Реформаторския блок
заместник министър председател – Томислав Дончев
- министерство на финансите – Владислав Горанов
- министерство на регионалното развитие и благоустройството – Лиляна Павлова
- министерство на външните работи – Веселин Вучков, Румяна Бъчварова
- министерство на правосъдието – Христо Иванов, Екатерина Захариева
- министерство на културата – Вежди Рашидов
- министерство на околната среда и водите – Ивелина Василева
- министерство на земеделието и храните – Десислава Танева
- министерство на транспорта, информационните технологии и съобщенията – Ивайло Московски
- министерство на енергетиката – Теменужка Петкова
- министерство на туризма – Николина Ангелкова
- министерство на младежта и спорта – Красен Кралев

Трето правителство на Бойко Борисов (4 май 2017 – 12 май 2021 г.) – коалиция с Обединените патриоти
заместник министър председател – Томислав Дончев, Екатерина Захариева
- министерство на финансите – Владислав Горанов, Кирил Ананиев
- министерство на вътрешните работи – Валентин Радев, Младен Маринов, Христо Терзийски
- министерство на регионалното развитие и благоустройството – Николай Нанков, Петя Аврамова
- министерство на труда и социалната политика – Бисер Петков
- министерство на външните работи – Екатерина Захариева
- министерство на правосъдието – Цецка Цачева, Данаил Кирилов, Десислава Ахладова
- министерство на образованието и науката – Красимир Вълчев
- министерство на здравеопазването – Николай Петров, Кирил Ананиев, Костадин Ангелов
- министерство на културата – Боил Банов
- министерство на околната среда и водите – Нено Димов, Емил Димитров
- министерство на земеделието, храните и горите – Румен Порожанов, Десислава Танева
- министерство на транспорта, информационните технологии и съобщенията – Ивайло Московски, Росен Желязков
- министерство на енергетиката – Теменужка Петкова
- министерство на туризма – Николина Ангелкова, Марияна Николова
- министерство на младежта и спорта – Красен Кралев

Правителство на Николай Денков (6 юни 2023 – 9 април 2024) – Споразумение с ПП-ДБ за правителство с ротационен премиер.
- заместник министър председател – Мария Габриел
- министерство на външните работи – Мария Габриел

## Ръководство
| - Бойко Борисов (от 10 януари 2010 г.) - Цветан Цветанов (3 декември 2006 – 10 януари 2010) - Даниел Митов - Томислав Дончев | - Бойко Борисов – председател - Йорданка Фандъкова – заместник-председател - Димитър Николов – заместник-председател - Красимир Велчев - Менда Стоянова - Томислав Дончев - Живко Тодоров - Пламен Нунев - Цвета Караянчева - Даниела Дариткова - Тодор Тодоров | - Димитър Главчев – председател - Десислава Танева - Александър Ненков - Емил Радев - Даниела Савеклиева - Ирена Соколова - Андрей Новаков | - Валентин Радев – председател - Ивелина Василева - Красимир Ципов |